# Lauri Rapala
Lauri Rapala (Sysmä, 1907 – 1974) è stato un inventore e pescatore finlandese, fondatore della Rapala, la più grande azienda al mondo produttrice di attrezzatura per la pesca.
Inventò le prime esche artificiali utilizzate nella tecnica di pesca a spinning. Le esche, che poi presero il nome Rapala, sono tuttora prodotte ed utilizzate dai pescatori di tutto il mondo, diventando sinonimo di "pesciolino artificiale".

## Biografia
Nato a Sysmä, in Finlandia, Lauri Rapala condivideva la casa con foreste sempreverdi e centinaia di laghi. All'età di sette anni, sua madre Mari e lui si trasferirono nella parrocchia di Asikkala, a circa 116 chilometri dalla capitale Helsinki. Gli ecclesiastici della parrocchia non riuscivano a ricordare il cognome di Mari, Saarinen, e così gli misero semplicemente quello di Rapala, il villaggio nel comune di Sysmä da cui si erano trasferiti. 'Rapa' è una delle parole finlandesi per "fango". I bambini finlandesi di quel tempo venivano generalmente messi al lavoro giovanissimi e la stessa cosa capitò a Rapala.
Nel periodo in cui gli effetti della Grande Depressione in America arrivarono in Europa, lavorava come boscaiolo durante l'inverno e come pescatore agricolo o commerciale in estate. 

### Primi lavori di pesca

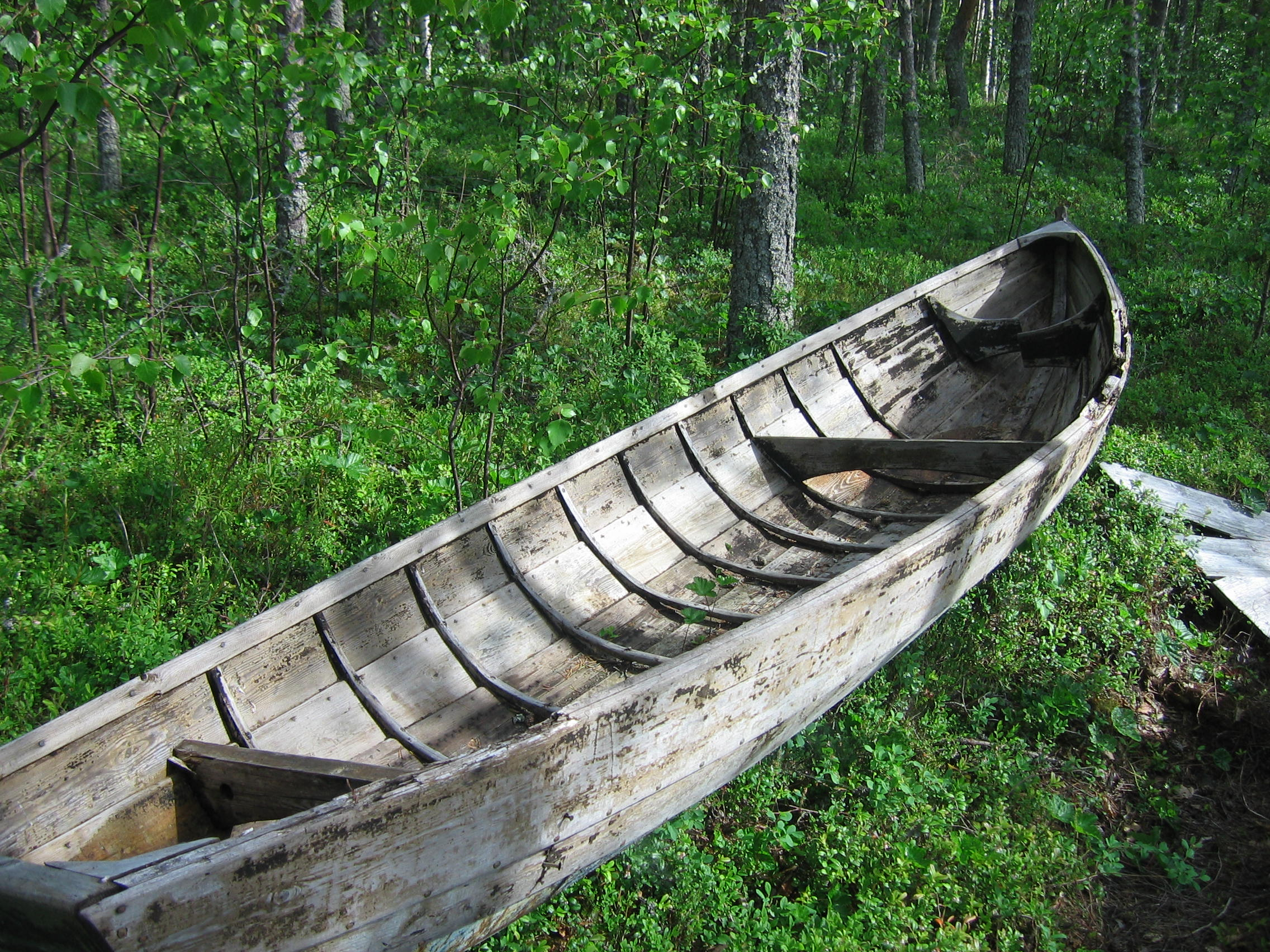
Una vecchia e tradizionale barca finlandese a remi, detta 'soutuvene'

Pescava con un set di lenza lunghe per il pesce persico e il luccio. Tre trote del peso di 3,6 chilogrammi gli fecero guadagnare l'equivalente di due settimane di paga in una fabbrica vicina; così Rapala pensò di trainare una lenza con un amo innescato per catturare le trote. Trascinò circa un migliaio di ami su una zattera dietro la sua tradizionale barca a remi da pesca finlandese, conosciuta in finlandese come "soutuvene". Innescava  tutti gli ami da solo, e poiché la barca non aveva motore, remava per circa 50 chilometri ogni giorno.
Secondo il ricordo di suo figlio Risto, Lauri Rapala pescava la trota con una canna da pesca fatta in casa. Quando un pesce colpiva, gettava il suo palo nell'acqua e remava dietro di esso, per stancare il pesce. Con il lungo periodo trascorso sull'acqua, Rapala aveva anche molto tempo per pensare, osservare e imparare come si comportavano i pesci, come nuotavano i pesciolini e come i pesciolini feriti avevano maggiori probabilità di essere mangiati dai pesci più grandi. "Nostro padre capiva davvero la pesca", ha raccontato Risto. "Ha riconosciuto la relazione tra la struttura del fondo e dove si trovano i pesci. Imparò come si nutrivano i pesci e come si spostavano da un luogo all'altro".

### Progettare l'esca originale
Rapala pensava che un'esca artificiale potesse portare più pesci, e quindi più soldi. Dopo un sacco di tentativi ed errori, e con l'aiuto di un pescatore eremita, Toivo Pylväläinen, che viveva su un'isola del lago Päijänne, e l'amico di Rapala Akseli Soramäki, ha creato un'esca con la giusta oscillazione per imitare un pesce esca ferito. Era fatto di sughero, con carta stagnola intorno e negativi fotografici fusi come rivestimento al posto della lacca, che Rapala non poteva permettersi. Una volta completato, legò una corda al pollice e la trainò dietro la sua barca. Il pesce persico lo attaccò voracemente, e i suoi figli, che erano giovani all'epoca, affermano che spesso portava 270 chilogrammi al giorno. Questa è l'esca che sarebbe diventata l'Original Floater, l'esca da pesca più conosciuta al mondo.

## Vita privata
Rapala incontrò Elma Leppänen quando aveva poco più di vent'anni e si sposarono nel 1928. Vissero nella casa dei suoi genitori a Riihilahti fino al 1933. Lauri ed Elma ebbero sette figli; cinque figli (Reino, Risto, Ensio, Esko e Kauko) e due figlie (Marja e Irja).